# Montauk (Nova York)
Montauk és una concentració de població designada pel cens dels Estats Units a l'estat de Nova York. Segons el cens del 2000 tenia 3.851 habitants.

## Demografia
Segons el cens del 2000, Montauk tenia 3.851 habitants, 1.593 habitatges, i 992 famílies. La densitat de població era de 85 habitants per km².
Dels 1.593 habitatges en un 26,9% hi vivien nens de menys de 18 anys, en un 47% hi vivien parelles casades, en un 8,7% dones solteres, i en un 37,7% no eren unitats familiars. En el 28,6% dels habitatges hi vivien persones soles el 10,2% de les quals corresponia a persones de 65 anys o més que vivien soles. El nombre mitjà de persones vivint en cada habitatge era de 2,41 i el nombre mitjà de persones que vivien en cada família era de 2,9.
Per edats la població es repartia de la següent manera: un 20% tenia menys de 18 anys, un 6,6% entre 18 i 24, un 33,9% entre 25 i 44, un 25% de 45 a 60 i un 14,5% 65 anys o més.
L'edat mediana era de 39 anys. Per cada 100 dones de 18 o més anys hi havia 109,2 homes.
La renda mediana per habitatge era de 42.329 $ i la renda mediana per família de 50.493 $. Els homes tenien una renda mediana de 40.063 $ mentre que les dones 28.299 $. La renda per capita de la població era de 23.875 $. Entorn del 8,3% de les famílies i el 10,6% de la població estaven per davall del llindar de pobresa.

## Galeria de Fotos

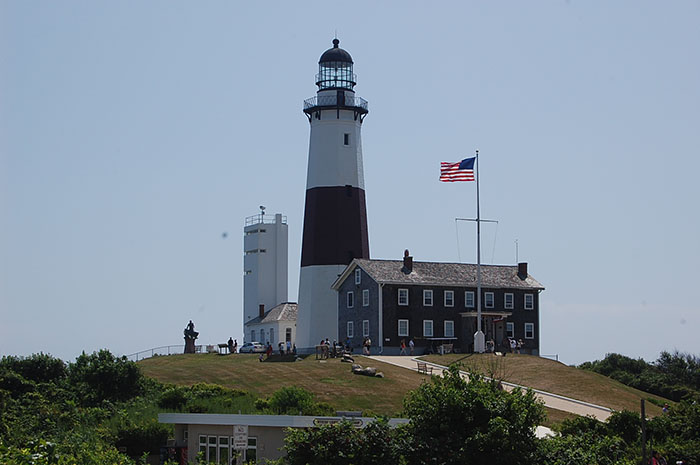
Far a Montauk, NY Agost 2012
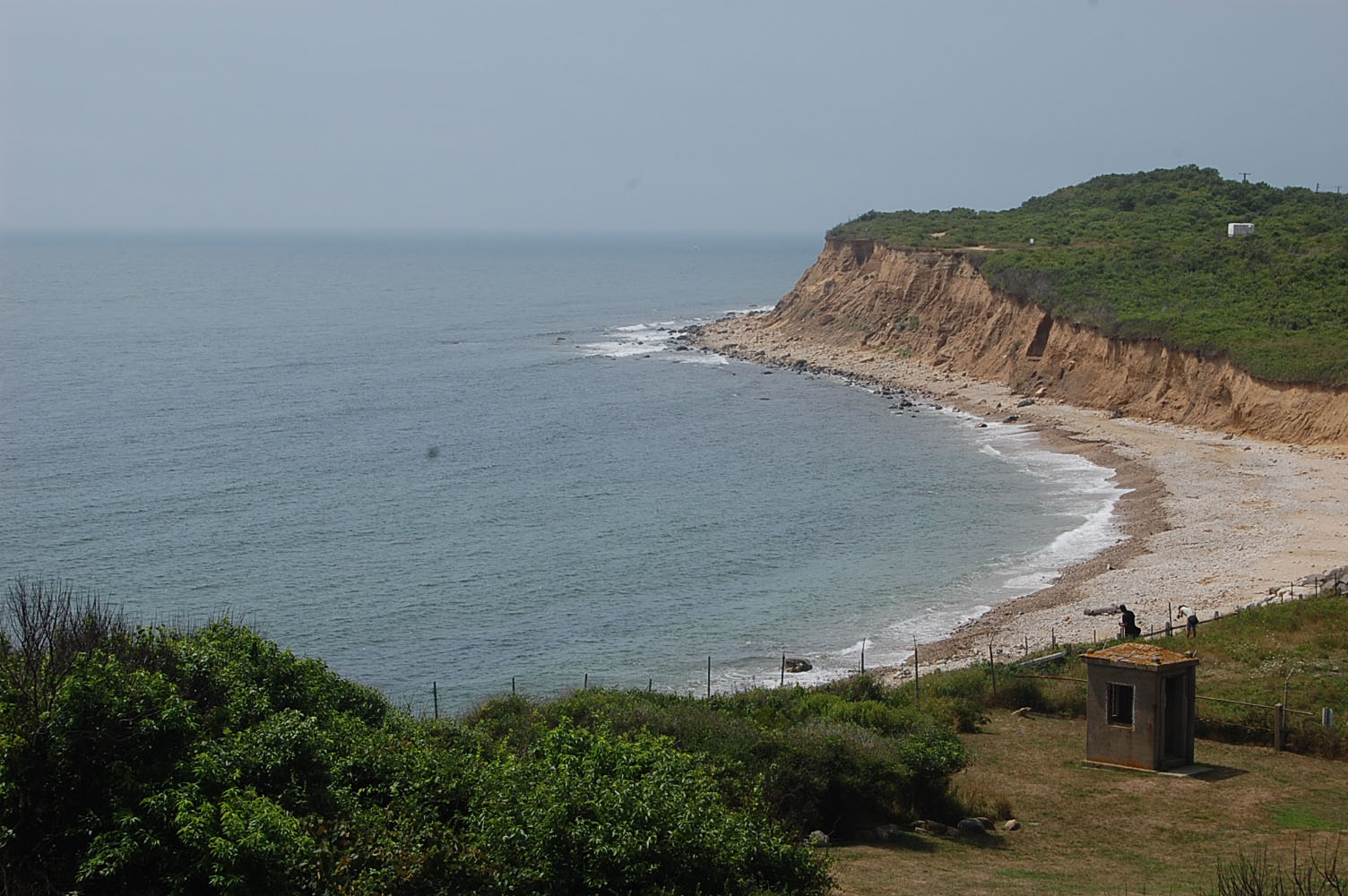
Vistes des del far de Montauk, NY
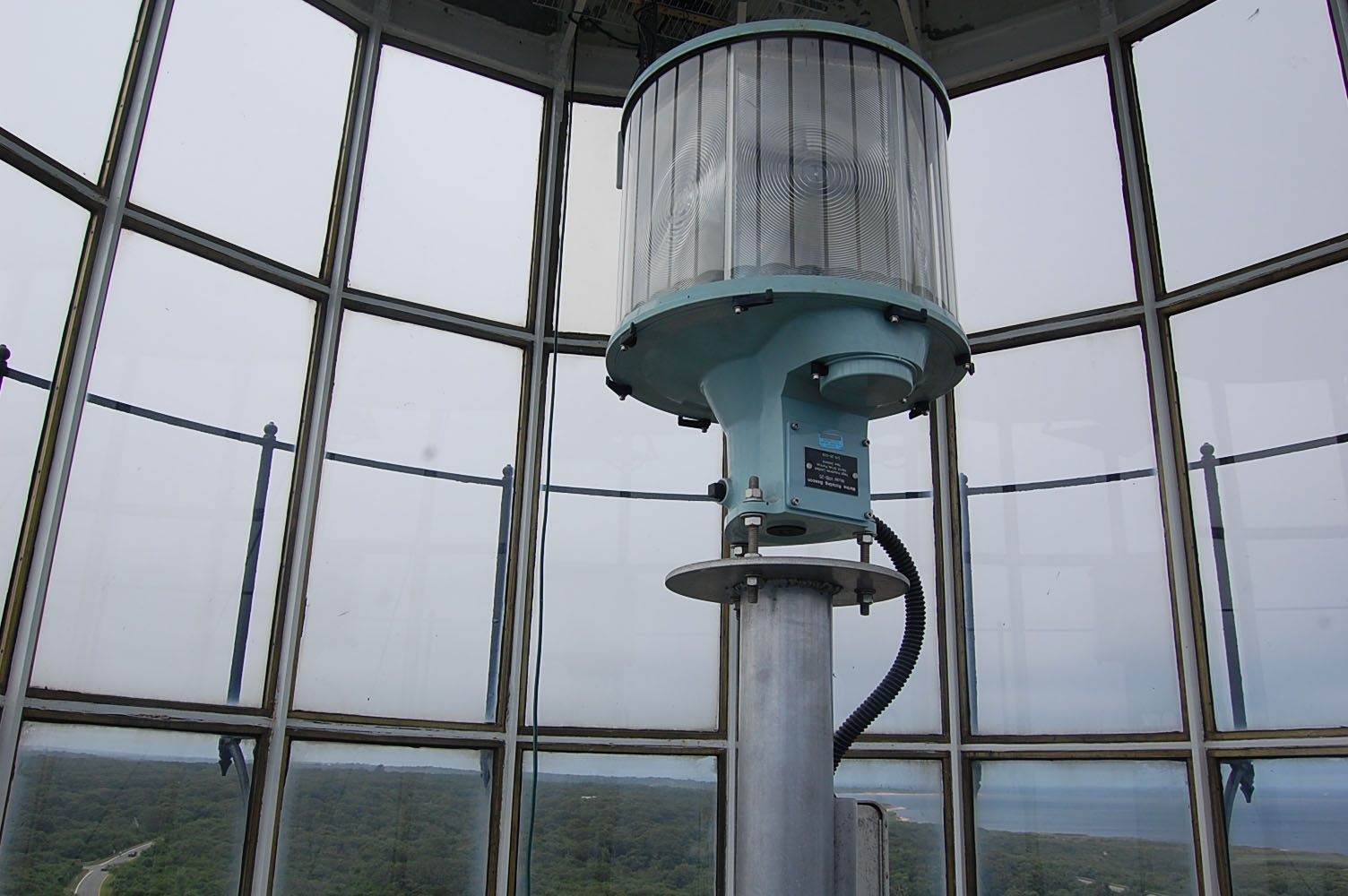
Detall del Far a Montauk, NY